# Летонски рат за независност
Летонски рат за независност (лет. Latvijas Neatkarības karš), понекад и Летонска борба за слободу (лет. Latvijas brīvības cīņas) или Летонски рат за ослобођење (лет. Latvijas atbrīvošanas karš, "War of Latvian Liberation"), био је низ војних сукоба у Летонији између 5. децембра 1918., након инвазије Совјетске Русије на новопроглашену Летонску Републику, и потписивања Ришког мира 11. августа 1920. године.
Рат се може поделити у неколико фаза: совјетска офанзива, немачко-летонско ослобађање Курземе и Риге, естонско-летонско ослобођење Видземеа, бермондова офанзива, летонско-пољско ослобађање Латгале.
Летонију су у рату подржале Естонија, Пољска и западни савезници—посебно морнарица Уједињеног Краљевства) против Руске СФСР и бољшевичке краткотрајне Летонске ССР. Немачка и Балтичко племство унели су у сукоб додатни ниво интрига, у почетку су се номинално удружили са летонским и савезничким снагама али са намером да покушају да се боре за немачку доминацију над Летонијом. На крају тензије су се распламсале након немачког удара против Летонске владе, што је довело до отвореног рата.
Након прекида ватре, Немци су сковали план да се номинално придруже Западноруској добровољачкој армији коју је предводио генерал Павел Бермонт-Авалов. Западноруска добровољачка армија, укључујући Немце и руске ратне заробљенике, била је номинални савезник Беле армије у Руском грађанском рату, али су и Бермонд-Авалов и фон дер Голц били више заинтересовани да елиминишу летонске националисте него да се боре против бољшевика.
Одређене епизоде Летонског рата за независност су такође биле део Пољско-совјетског рата, посебно битка код Даугавпилса.

## Совјетска офанзива
Народни савет Летоније је 18. новембра 1918. године прогласио независност Републике Летоније и организовао Привремену летонску владу на челу са Карлисом Улманисом. Руска СФСР је 1. децембра 1918. године напала новопроглашену републику. Велику већину у Црвеној армији која је кренула у инвазију чинили су Црвени Летонци, што је олакшало инвазију. Совјетска офанзива је наишла на мали отпор. На северу Алуксне је заузет 7. децембра, Валка 18. децембра, и Цесис 23. децембра, на југу Даугавпилс је заузет 9. децембра а Плавињос 17. децембра. Црвена армија је ушла у Ригу 3. јануара 1919. године. До краја јануара Привремена летонска влада и преостале немачке јединице повукле су се све до Лијепаје, али је Црвена офанзива застала код реке Венте. Летонска Социјалистичка Совјетска Република је званично проглашена 13. јануара са политичком, економском, и војном подршком од стране Совјетске Русије.

## Ослобођење Курземе и државни удар
Дана 18. фебруара потписан је споразум између Летоније и Естоније, а затим је формирана Севернолетонска бригада под командом Јоргиса Земитанса на естонској територији.
Дана 3. марта 1919. Немци и летонске снаге започеле су контранападе против Црвене армије. Тукумс је ослобођен од бољшевика 15. марта, а Јелгава 18. марта. Балтичко племство је 16. априла организовало државни удар у Лијепаји и основало је пронемачку марионетску владу на челу са Андриевсом Ниедром. Привремена национална влада склонила се на пароброд Саратов под британском заштитом у Лијепајској луци.
Рига је 22. маја 1919. заузета од стране фрајкора који су спроводили терор против свих осумњичених совјетских симпатизера. У том периоду Естонска војска заједно са Севернолетонском бригадом, лојалној Улманисовој влади, започела је велику офанзиву против Совјета на северу Летоније. Средином јуна совјетска власт је била сведена само на Латгалију.

## Немачко–летонски сукоб
Након заузимања Риге немачке снаге су напредовале на север ка летонском граду Цесису. Циљ немачких снага сада је очигледно постао успостављање немачке надмоћи на Балтику елиминисањем естонских и летонских војних јединица, а не пораз бољшевика. Естонски генерал Јохан Лаидонер инсистирао је да се Немци зауставе на линији јужно од реке Гаује. Он је такође наредио 3. естонској дивизији да заузме железничку станицу у Гулбенеу.
Дана 19. јуна 1919. године Балтичка територијална армија и Гвоздена дивизија покренуле су напад да освоје Цесис. На почетку, фрајкори су заузели Страупе и наставили су свој напредак ка Лимбажију. Естонци су кренули у противнапад и протерали су фрајкоре из града. Естонци су 21. јуна, добили појачање и одмах су напали Балтичку територијалну армију под Алфредом Флечером, који је био присиљен да се повуче североисточно од Цесиса. Гвоздена дивизија је напала Страупе према Сталбеу у покушај да ублажи притисак на Балтичку територијалну армију. У јутро 23. јуна, Немци су почели генерално повлачење према Риги.
Савезници су поново инсистирали да Немци повуку своје преостале трупе из Летоније, а 3. јуна интервенисали су како би наметнули примирје између Естоније, Летоније и Балтичке армије и Немачких фрајкора када су Летонци опколили Ригу.
По одредбама споразума требало је обновити легитимну Улманисову владу, Балтичка територијална армија је стављена под командом Харолда Александера а Гвоздена дивизија да напусти Летонију. Улманисова влада вратила се у Ригу 8. јула 1919. године а Балтичка територијална армија је постала саставни део Летонске националне армије.

## Бермондова офанзива
Гвоздена дивизија, међутим, није напустила Летонију. Уместо тога, мајор Јозеф Бишоф је оформио Немачку легију састављену од фрајкора Гвоздене дивизије и спојио је са Западноруском добровољачком армијом. У састав нове војске из Гвоздене дивизије је ушло 14.000 војника, 64 авиона, 56 артиљеријских оруђа и 156 митраљеза, шест коњичких јединица и пољска болница. Офанзива реформисане Немачке армије је касније успешно заустављена од Летонске армије, која је добила помоћ од британских и француских ратних бродова и естонских оклопних возила.

## Временска линија

### 1918.
- 11. новембар: Немачко царство и Антанта потписују Компјењско примирје, чиме је окончан Први светски рат, Совјетска Русија напада немачке снаге у Летонији. Британска империја признаје де факто независност Летоније.
- 17. новембар: Основана је прва законодавна летонска институција, Народно веће (лет.: Tautas Padome) и Привремена национална влада. Јанис Чаксте постаје председник Народног већа а Карлис Улманис постаје премијер.
- 18. новембар: Проглашена је Република Летонија у Риги.
- 28. новембар: Регентски савет Уједињеног Балтичког Војводства се распао.
- 1. децембар: Црвена армија започиње инвазију у Летонији.
- 17. децембар: У Русији је формирана влада Летонске Социјалистичке Совјетске Републике на челу са Петерисом Стучком.

- Новембар 1918.: Након Првог светског рата највећи део Летоније био је окупиран од стране Немаца (наранџаста боја)

### 1919.
- 5. јануар: Формирана је прва оружана јединица Летоније—1. летонски пешадијски батаљон, под командом Оскара Калпакса. Привремена влада се повлачи из Јелгаве у Лијепају.
- 31. јануар: Већина Летоније је под контролом Црвене армије, Летонска влада и немачке снаге контролишу околину Лијепаје.
- 18. фебруар: Потписан споразум о савезништву између Естоније и Летоније, формирана Севернолетонска бригада под командом Јоргиса Земитанса на естонској територији.
- 3. март: Заједничке немачке и летонске снаге започињу напад на снаге Летонске ССР.
- 6. март: Оскар Калпакс, командант свих латонских снага подређених немачком штабу, убијен је од немачке пријатељске ватре. Замењује га Јанис Балодис.
- 10. март: Салдус прелази под летонском контролом.
- 21. март: 1. летонски пешадијски батаљон је реформисан у Летонску пешадијску бригаду.
- 16. април: Основана је марионетска Летонска влада од стране Балтичког племства[12] након државног удара у Лијепаји, Привремена национална влада уточиште је пронашла на броду Саратов под британском заштитом.
- 16. мај: Естонска армија започиње главну офанзиву против Совјета у северној Летонији.
- 22. мај: Балтичка територијална армија је заузела Ригу.
- 23. мај: Летонска пешадијска бригада улази у Ригу
- 3. јун: Балтичка територијална армија заузима Цесис.
- 6. јун: Фрајкорска кампања у Северној летонији, под командом мајора Алфреда Флечера.
- 23. јун: Естонска 3. дивизија којом је командовао генерал Ернст Подер, укључујући и 2. летонску цесиску пуковнију Севернолетонске бригаде, поразила је Балтичку територијалну армију.
- 3. јул: Естонија, Летонија и пронемачка Национална влада потписују прекид ватре у Страздумуижи.
- 6. јул: Севернолетонска бригада улази у Ригу.
- 5. октобар: Немачка мисија потајно одлази из Риге за Јелгаву, где заједно са Западноруском добровољачком армијом организују напад на Ригу.
- 8. октобар: Западноруска добровољачка армија напада Ригу и заузима Пардаугава округ.
- 20. октобар: Битка за Талси.
- 3. новембар: Летонска армија, са подршком естонских оклопних возова и британске морнарице, почиње контранапад.
- 5. новембар: Битка за Лијепају.
- 11. новембар: Летонска армија, са подршком естонских оклопних возова и британске морнарице, поразила је Западноруску добровољачку армију у Риги.
- 21. новембар: Летонска армија ослобађа Јелгаву од Западноруске добровољачке армије.
- 22. новембар: Литванијска армија поразила је остатке Западноруске добровољачке армије у Литванији близу Радвилишкиса.

- 6. март 1919.: Након Совјетског напада највећи део Летоније био је под контролом бољшевика (розе боја)
- 16. април 1919.: У марту су уједињене немачке и летонске снаге (наранџаста и жута) покренуле контранапад, заузимајући највећи део Курландије
- 22. јун 1919.: 3. естонска дивизија (љубичаста) сукобила се са немачким снагама у Цесису почетком јуна и победила 23. јуна
- 11. новембар 1919.: Летонска војска заузела је већину Видземеа и напала је Западноруску добровољачку војску, која је присиљена да се повуче.

### 1920.
- 3. јануар: Уједињене снаге Летоније и Пољске покрећу напад на бољшевике у Латгалији и освајају Даугавпилс.
- 13. јануар: Влада Летонске ССР подноси оставку.
- 1. фебруар: Летонија потписује прекид ватре са Русима.
- 17.-18. април: Избор летонске Уставне скупштине.
- 1. мај: Прва седница Уставне скупштине.
- 15. јул: Летонија је потписала прекид ватре са Немцима.
- 11. август: Потписан је Ришки мир.